# ديوغينيس دومينغيز
ديوغينيس دومينغيز (بالإسبانية: Diógenes Domínguez) (1901 – تاريخ الوفاة غير معلوم) لاعب كرة قدم باراغواياني راحل كان يجيد اللعب في خط الهجوم .
لعب طوال مسيرته الرياضية في نادي سبورتيفو لوكوينو . شارك مع منتخب الباراغواي في بطولة كأس العالم 1930 في الأوروغواي كما شارك في بطولة أمريكا الجنوبية ثلاث مرات في 1925 ، 1926 ، و 1929 .

## روابط خارجية
- ديوغينيس دومينغيز على موقع الاتحاد الدولي (مؤرشف)  (الإنجليزية)
- ديوغينيس دومينغيز على موقع قاعدة بيانات كرة القدم.إي يو (الإنجليزية)
- ديوغينيس دومينغيز على موقع ناشيونال فوتبول تيمز (الإنجليزية)
- ديوغينيس دومينغيز على موقع Soccerway.com (الإنجليزية)
- ديوغينيس دومينغيز على موقع عالم كرة القدم.نت (الإنجليزية)